# 東出雲中央公園野球場
東出雲中央公園野球場（ひがしいずもちゅうおうこうえんやきゅうじょう）は、島根県松江市東出雲町の東出雲中央公園内にある野球場。

## 概要
- 1980年（昭和55年）3月31日に竣工。
- 2000年（平成12年）には、開設20周年記念式典が開かれた。
- 主に学童野球大会、県中学野球大会や佐次智程杯野球大会、東出雲町長杯争奪野球大会、東出雲町地区対抗盆野球大会、東出雲町地区対抗ソフトボール大会など町内で開かれるアマチュア野球大会などで使用される。
- グラウンドの外野部分は、天然芝で12月 - 3月中旬まで芝生保護のため閉鎖される。

## 施設概要
- 内野：土
- 外野：天然芝
- 両翼：92m、中堅：120m
- 照明設備：なし
- 収容人員：1,000人
  - 内野：ネット裏、一・三塁側（芝生）、外野：なし
- スコアボード：パネル式
- 利用施設：ダグアウト2室、本部席、放送施設

## 交通
- JR揖屋駅下車後徒歩約10分